# Suore della carità del Cardinale Sancha
Le Suore della Carità del Cardinale Sancha (in spagnolo Hermanas de la Caridad del Cardenal Sancha) sono un istituto religioso femminile di diritto pontificio: le suore di questa congregazione pospongono al loro nome la sigla H.C.C.S.

## Storia
La congregazione venne fondata il 5 agosto 1869 a Santiago di Cuba da Ciriaco María Sancha y Hervás (1833-1909), canonico penitenziere della cattedrale, con quattro sue giovani figlie spirituali; le sue costituzioni vennero elaborate da Sancha sulla base della regola di san Benedetto.
La nomina a vescovo del fondatore e il suo trasferimento in Spagna causarono gravi difficoltà alle religiose; nel 1877 la loro casa madre a Santiago venne soppressa e nel 1961, con l'avvento al potere di Fidel Castro, le suore vennero espulse da Cuba e dovettero trasferire la loro casa generalizia a Santo Domingo.
Le suore della Carità ricevettero il pontificio decreto di lode il 23 dicembre 1953.
Il 17 ottobre 2009 il fondatore è stato proclamato beato a Toledo dall'arcivescovo Angelo Amato.

## Attività e diffusione
Le religiose si dedicano principalmente all'istruzione e all'educazione cristiana della gioventù e all'assistenza agli anziani.
Le suore sono presenti in Spagna, in Italia e nelle Americhe (Colombia, Cuba, Perù, Porto Rico, Stati Uniti d'America, Venezuela); la sede generalizia è a Santo Domingo.
Alla fine del 2008 la congregazione contava 307 religiose in 57 case.